# Anneau des boulevards
L'anneau des boulevards ou ceinture des boulevards (en russe : Boulevarnoïe Koltso, Бульварное кольцо) est un ensemble de voies continu de 9 km ceinturant le centre historique de la rive droite de Moscou. 

## Situation et accès
Il comprend dix boulevards et est limité au sud par la Moskova, se termine à l'ouest par la place de la Porte Pretchistensky et à l'est au pont Bolchoï Oustinsky, près de la rivière Iaouza. 

### Liste des boulevards et des places
D'ouest en est on trouve :
- Place de la Porte Pretchistensky (Porte de la Purification de la Vierge)
- Boulevard Gogolevsky (Gogol; autrefois Boulevard Pretchistensky)
- Place Arbatskaïa
- Place de la Porte de l'Arbat
- Boulevard Nikitsky (Saint-Nicétas)
- Place de la Porte Nikitsky
- Boulevard Tverskoï (de Tver)
- Place Pouchkine (autrefois Place Strastnaïa, de la Passion)
- Boulevard Strastnoï (de la Passion)
- Place de la Porte Petrovsky (Porte Saint-Pierre)
- Boulevard Petrovsky
- Place Troubnaïa (du Ponceau)
- Boulevard Rojdestvensky (de la Nativité)
- Place de la Porte Stretensky (Porte de la Présentation)
- Place Tourguenievskaïa (Tourgueniev)
- Place de la Porte Miasnitsky (Porte des Bouchers)
- Boulevard des Étangs-Purs
- Place de la Porte Pokrovsky (Porte de l'Intercession-de-la-Vierge)
- Place Khokhlovskaïa (des Toupillons, c-à-d. des Ukrainiens)
- Boulevard Pokrovsky
- Boulevard Iaouzsky (de la Iaouza)
- Place de la Porte de la Iaouza

## Historique
Lorsque les remparts de Bely Gorod (la Ville Blanche) furent détruits entre 1770 et 1780, on y aménagea de larges boulevards, entrecoupés de places du nom des portes des remparts. Le boulevard Tverskoï (le plus long, 857 m), ou boulevard de Tver, prit sa configuration actuelle en 1796, tandis que l'ensemble fut terminé en 1812. Un tramway hippomobile en suivit le tracé en 1887, remplacé en 1911 par un tramway électrique. L'Anneau des boulevards est agrémenté de jardins, plantés de différentes essences, de fleurs et de buissons.